# Kirk Millar
Kirk Steven Millar (Belfast, 7 luglio 1992) è un calciatore nordirlandese, centrocampista del Linfield.

## Palmarès

### Club

#### Competizioni nazionali
- IFA Premiership: 6

Linfield:  2016-2017, 2018-2019, 2019-2020, 2020-2021, 2021-2022, 2024-2025
- Irish Cup: 2

Linfield: 2016-2017, 2020-2021
- Irish Football League Cup: 3

Linfield: 2018-2019, 2022-2023, 2023-2024
- IFA Charity Shield: 1

Linfield: 2017-2018